# Le Samyn 2022
La 54e édition du Samyn, une course cycliste masculine sur route, a lieu en Belgique le 1er mars 2022. L'épreuve est disputée sur 209 kilomètres entre Quaregnon et Dour. Elle fait partie du calendrier UCI Europe Tour 2022 en catégorie 1.1 ainsi que de la Coupe de Belgique de 2022 et est remportée au sprint par Matteo Trentin de l'équipe UAE Emirates.

## Équipes participantes
| WorldTeams (11)- AG2R Citroën Team - Bora-Hansgrohe - Cofidis - Intermarché-Wanty-Gobert Matériaux - Israel-Premier Tech - Jumbo-Visma - Lotto-Soudal - Quick-Step Alpha Vinyl - Team DSM - Trek-Segafredo - UAE Team Emirates ProTeams (8)- Alpecin-Fenix - B&B Hotels-KTM - Bingoal Pauwels Sauces WB - Human Powered Health - Sport Vlaanderen-Baloise - Arkéa-Samsic - TotalEnergies - Uno-X Pro Cycling Team Équipes continentales (6)- BEAT Cycling - Groupama-FDJ Continental - Go Sport-Roubaix Lille Métropole - Leopard Pro Cycling - Minerva Cycling Team - Tarteletto-Isorex |
| |

## Classements

### Classement final
| \| Classement général \| Classement général \| Classement général \| Classement général \| Classement général \| \| Coureur \| Coureur \| Pays \| Équipe \| Temps \| \| ------------------ \| ------------------ \| ------------------ \| ---------------------------------- \| ------------------ \| \| 1er \| Matteo Trentin \| Italie \| UAE Team Emirates \| 4 h 49 min 29 s \| \| 2e \| Hugo Hofstetter \| France \| Arkéa-Samsic \| + 0 s \| \| 3e \| Dries De Bondt \| Belgique \| Alpecin-Fenix \| + 0 s \| \| 4e \| Stan Dewulf \| Belgique \| AG2R Citroën Team \| + 0 s \| \| 5e \| Loïc Vliegen \| Belgique \| Intermarché-Wanty-Gobert Matériaux \| + 0 s \| \| 6e \| Victor Campenaerts \| Belgique \| Lotto-Soudal \| + 0 s \| \| 7e \| Dries Van Gestel \| Belgique \| TotalEnergies \| + 0 s \| \| 8e \| Bert Van Lerberghe \| Belgique \| Quick-Step Alpha Vinyl \| + 0 s \| \| 9e \| Rasmus Tiller \| Norvège \| Uno-X Pro Cycling Team \| + 4 s \| \| 10e \| Arnaud De Lie \| Belgique \| Lotto-Soudal \| + 4 s \| |                    |          |                                    |                 |
| |                    |          |                                    |                 |
| Source : ProCyclingStats |                    |          |                                    |                 |
| Classement général |                    |          |                                    |                 |
| Coureur | Coureur            | Pays     | Équipe                             | Temps           |
| 1er | Matteo Trentin     | Italie   | UAE Team Emirates                  | 4 h 49 min 29 s |
| 2e | Hugo Hofstetter    | France   | Arkéa-Samsic                       | + 0 s           |
| 3e | Dries De Bondt     | Belgique | Alpecin-Fenix                      | + 0 s           |
| 4e | Stan Dewulf        | Belgique | AG2R Citroën Team                  | + 0 s           |
| 5e | Loïc Vliegen       | Belgique | Intermarché-Wanty-Gobert Matériaux | + 0 s           |
| 6e | Victor Campenaerts | Belgique | Lotto-Soudal                       | + 0 s           |
| 7e | Dries Van Gestel   | Belgique | TotalEnergies                      | + 0 s           |
| 8e | Bert Van Lerberghe | Belgique | Quick-Step Alpha Vinyl             | + 0 s           |
| 9e | Rasmus Tiller      | Norvège  | Uno-X Pro Cycling Team             | + 4 s           |
| 10e | Arnaud De Lie      | Belgique | Lotto-Soudal                       | + 4 s           |

### Classements UCI
La course attribue des points au classement mondial UCI 2022 selon le barème suivant :
| Position           | 1er | 2e | 3e | 4e | 5e | 6e | 7e | 8e | 9e | 10e | 11e | 12e | 13e à 15e | 16e à 25e |
| Classement général | 125 | 85 | 70 | 60 | 50 | 40 | 35 | 30 | 25 | 20  | 15  | 10  | 5         | 3         |